# Strass in Steiermark
Straß in Steiermark je občina z 6447 prebivalci v okraju Lipnica na avstrijskem Štajerskem.
Na jugu in jugovzhodu reka Mura tvori državno mejo s Slovenijo. Središče katastrske občine Straß leži blizu reke Mure. Na območju občine se nahaja Attemsmoor, prehodno barje, ki je nastalo iz nekdanjega poplavnega močvirja. Gre za pomembno naravno območje z visoko ekološko vrednostjo.

## Geografija

### Upravna razdelitev
Območje občine je sestavljeno iz enajstih katastrskih občin oz. istoimenskih naselij (površina: stanje 31. december 2018; prebivalstvo: popis 1. januar 2024):
| Katastrske občine | Naselja |
| --- | --- |
| - Gersdorf (462,37 ha) - Graßnitzberg (271,25 ha) - Lichendorf (566,52 ha) - Obegg (145,07 ha) - Oberschwarza (227,64 ha) - Obervogau (396,28 ha) - Spielfeld (596,57 ha) - Straß (412,70 ha) - Unterschwarza (337,38 ha) - Vogau (604,58 ha) - Weitersfeld (735,57 ha) | - Gersdorf an der Mur (421) - Graßnitzberg (189) - Lichendorf (503) - Obegg (35) - Oberschwarza (150) - Obervogau (915) - Špilje (Spielfeld) (707) - Straß in Steiermark (1582) - Unterschwarza (226) - Vogau (1152) - Weitersfeld an der Mur (567) |

### Spremembe imena občine
- 1. junij 1951 Gersdorf → Gersdorf an der Mur
- 1. junij 1951 Straß → Straß in Steiermark
- 1. januar 1969 Weitersfeld an der Mur → Murfeld
- 1. september 1969 Untervogau → Vogau
- 1. januar 2016 Straß-Spielfeld → Straß in Steiermark